# Асанума, Инэдзиро
Инэдзи́ро Асану́ма (яп. 浅沼稲次郎 Асанума Инэдзиро:, 27 декабря 1898 — 12 октября 1960) — японский политический деятель, третий глава Социалистической партии Японии (генеральный секретарь ЦИК СПЯ в 1948–1951, с перерывом; затем генсек ЦИК Правой СПЯ в 1951–1955 и председатель ЦИК воссоединённой СПЯ в 1960).

## Биография

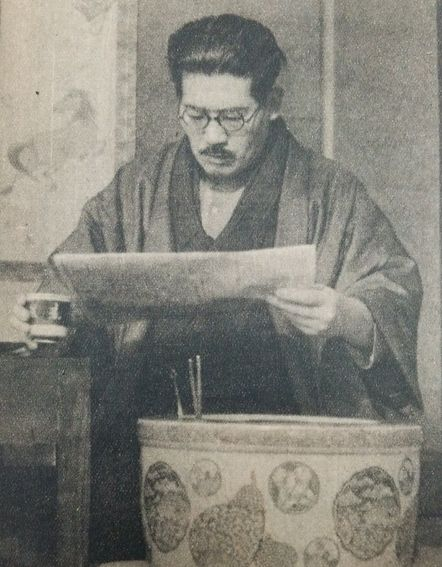
В 1948 году

Родился в районе Тиёда в Токио. Его мать умерла при родах, и мальчика воспитывал отец, также рано умерший — в 42 года от рака. В молодости примыкал к крайне правым (уёку дантай) организациям японских милитаристов.
Участник рабочего движения со студенческих лет в университете Васэда, который закончил в 1923 году. В 1925—1940 годах занимал руководящие посты в левых социал-демократических партиях Японии. Один из соучредителей Японской рабоче-крестьянской партии в 1926 году. Был депутатом парламента с 1936 года, но в разгар Второй мировой войны в 1942—1945 годах отстранился от политики.
После войны активно участвовал в создании Социалистической партии Японии (СПЯ) в ноябре 1945 года, в 1948—1951 годах, с перерывом в апреле 1949 — апреле 1950 годов, занимал должность генерального секретаря ЦИК СПЯ. Во время раскола партии на Левую и Правую СПЯ входил в последнюю. В 1955—1960 годах — генеральный секретарь ЦИК СПЯ, затем председатель Центрального исполнительного комитета Соцпартии.
Прославился своими выступлениями о социализме, его экономических и культурных аспектах. Кроме того, был известен публичными критическими высказываниями в адрес японской Либерально-демократической партии, а также по поводу японско-американского «договора безопасности» (см. Treaty of Mutual Cooperation and Security between the United States and Japan). Во время выступления в Пекине в 1959 году назвал США общим врагом китайского и японского народов. Из этой поездки вернулся в «френче Мао», за что его критиковали даже некоторые однопартийцы.

## Убийство Инэдзиро Асанумы

Ямагути убивает Асануму, фотография Ясуси Нагао

12 октября 1960 года во время политических дебатов в Токио был смертельно ранен 17-летним террористом ультраправых взглядов — университетским студентом по имени Отоя Ямагути. Убийца успел ударить его мечом вакидзаси в живот и грудь прежде, чем подоспела охрана.
Асанума скончался по пути в больницу. Ямагути покончил с собой в тюрьме 2 ноября 1960 года, что позволило Сатоси Акао, лидеру Патриотической партии «Великая Япония», в которую входил убийца, избежать наказания по обвинениям в организации убийства.
Фотограф газеты «Майнити» Ясуси Нагао, успевший сфотографировать момент нападения, благодаря этому фото стал первым иностранным фотографом, получившим Пулитцеровскую премию за «новостной фоторепортаж». Гибель Асанумы потрясла японское общество.